# Leichtathletik-U23-Europameisterschaften 2011
Die 8. Leichtathletik-U23-Europameisterschaften fanden vom 14. bis 17. Juli 2011 im Městský stadion (zu deutsch: städtisches Stadion) im Stadtteil Vítkovice in der tschechischen Stadt Ostrava statt. Als Gastgeber der Leichtathletik-Jugendweltmeisterschaften 2007 und des jährlichen Leichtathletik-Meetings Golden Spike war Ostrava bereits zuvor als Ausrichter internationaler Großereignisse bekannt.
949 Athleten aus 42 Ländern gingen an den Start.
Medaillen wurden in 44 Wettbewerben, jeweils 22 für Männer und Frauen, vergeben. Die Disziplinen waren dieselben wie bei Leichtathletik-Europameisterschaften in der Hauptklasse. Es fehlten allerdings der Marathonlauf bei Männern und Frauen sowie das 50-km-Gehen der Männer.

## Ergebnisse

### Männer

#### 100 m
| Platz | Athlet             | Land | Zeit (s) |
| ----- | ------------------ | ---- | -------- |
| 1     | James Alaka        | GBR  | 10,45    |
| 2     | Michael Tumi       | ITA  | 10,47    |
| 3     | Andrew Robertson   | GBR  | 10,52    |
| 4     | Francesco Basciani | ITA  | 10,57    |
| 5     | Delmas Obou        | ITA  | 10,59    |
| 6     | Elvijs Misāns      | LAT  | 10,63    |
| 7     | Dániel Karlik      | HUN  | 10,64    |
| 8     | Eduard Viles       | ESP  | 10,69    |

Wind: −1,5 m/s

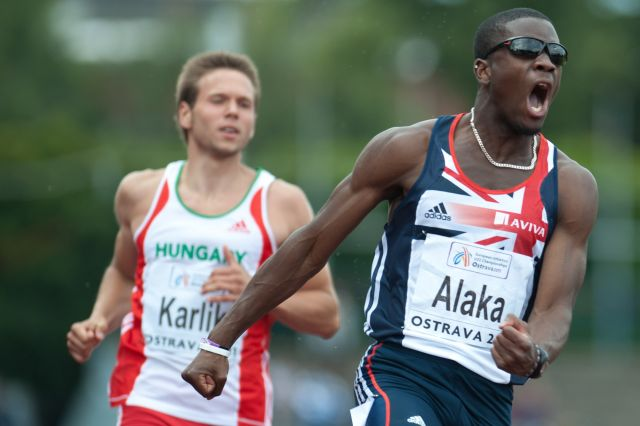
James Alaka siegte im 100-Meter-Lauf und wurde Zweiter im 200-Meter-Lauf.

Weitere Teilnehmer aus deutschsprachigen Ländern:

Im Vorlauf ausgeschieden: Pascal Mancini (SUI), 10,63 s

#### 200 m
| Platz | Athlet                      | Land | Zeit (s)  |
| ----- | --------------------------- | ---- | --------- |
| 1     | Lykourgos-Stefanos Tsakonas | GRE  | 20,56 NUR |
| 2     | James Alaka                 | GBR  | 20,60     |
| 3     | Pavel Maslák                | CZE  | 20,67     |
| 4     | Danny Talbot                | GBR  | 20,71     |
| 5     | Aljaksandr Linnik           | BLR  | 20,81     |
| 6     | Steven Colvert              | IRL  | 21,03     |
| 7     | Alex Wilson                 | SUI  | 21,07     |
| 8     | Iván Jesús Ramos            | ESP  | 21,11     |

Wind: −1,4 m/s

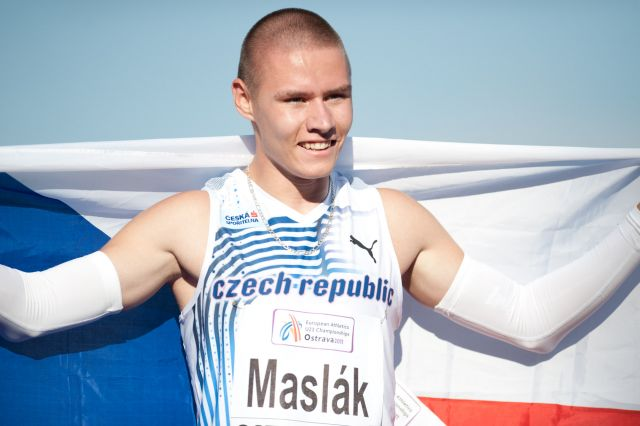
Pavel Maslák nach dem Gewinn der Bronzemedaille

Weitere Teilnehmer aus deutschsprachigen Ländern:

Im Halbfinale ausgeschieden: Robin Erewa (GER), 21,10 s

Im Vorlauf ausgeschieden: Pascal Mancini (SUI), 21,61 s

#### 400 m

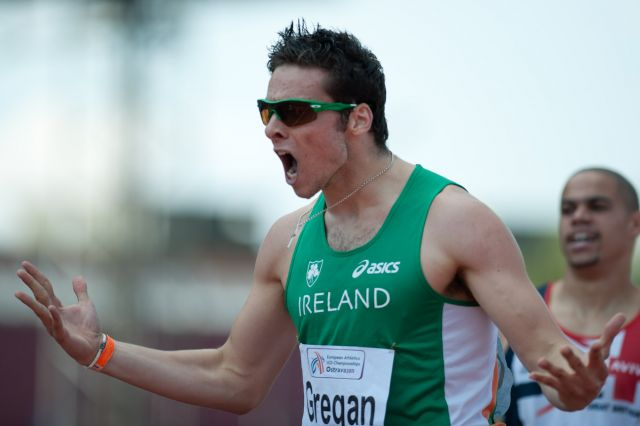
Brian Gregan gewann die einzige Medaille für Irland.

| Platz | Athlet            | Land | Zeit (s) |
| ----- | ----------------- | ---- | -------- |
| 1     | Nigel Levine      | GBR  | 46,10    |
| 2     | Brian Gregan      | IRL  | 46,12 PB |
| 3     | Luke Lennon-Ford  | GBR  | 46,22    |
| 4     | Wladimir Krasnow  | RUS  | 46,29 SB |
| 5     | Mame-Ibra Anne    | FRA  | 46,32 PB |
| 6     | Mateusz Fórmański | POL  | 46,33    |
| 7     | Jewhen Huzol      | UKR  | 46,56 PB |
| 8     | Witalij Butrym    | UKR  | 46,96    |

#### 800 m
| Platz | Athlet             | Land | Zeit (min) |
| ----- | ------------------ | ---- | ---------- |
| 1     | Adam Kszczot       | POL  | 1:46,71    |
| 2     | Kevin López        | ESP  | 1:46,93    |
| 3     | Mukhtar Mohammed   | GBR  | 1:48,01    |
| 4     | Giordano Benedetti | ITA  | 1:48,05 SB |
| 5     | Mario Scapini      | ITA  | 1:48,43    |
| 6     | Anthony Lieghio    | IRL  | 1:48,77    |
| 7     | Jan Van Den Broeck | BEL  | 1:49,41    |
| 8     | Paul Renaudie      | FRA  | 1:49,82    |

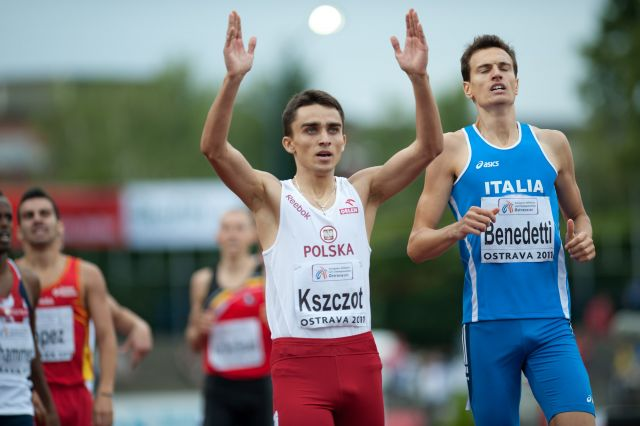
Halleneuropameister Adam Kszczot (Mitte) wurde seiner Favoritenrolle gerecht.

Weitere Teilnehmer aus deutschsprachigen Ländern:

Im Vorlauf ausgeschieden: Patrick Schoenball (GER), 1:49,32 min; Martin Bischoff (GER), 1:49,88 min

#### 1500 m

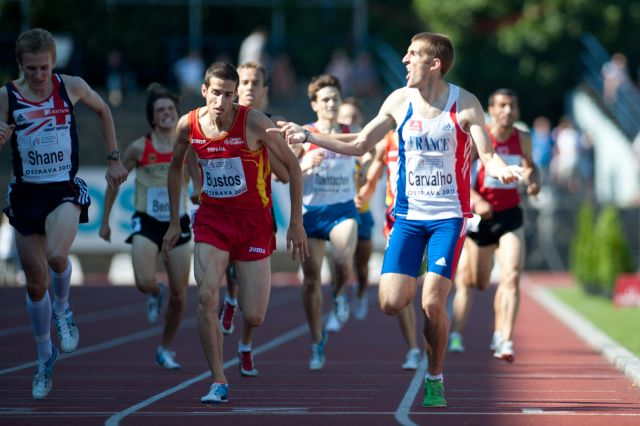
Florian Carvalho (rechts) siegte vor James Shane (links) und David Bustos (Mitte).

| Platz | Athlet            | Land | Zeit (min) |
| ----- | ----------------- | ---- | ---------- |
| 1     | Florian Carvalho  | FRA  | 3:50,42    |
| 2     | James Shane       | GBR  | 3:50,58    |
| 3     | David Bustos      | ESP  | 3:50,59    |
| 4     | Andreas Vojta     | AUT  | 3:50,75    |
| 5     | Jeroen D’hoedt    | BEL  | 3:51,56    |
| 6     | Timo Benitz       | GER  | 3:51,76    |
| 7     | Iwan Tuchtatschow | RUS  | 3:51,83    |
| 8     | Alberto Imedio    | ESP  | 3:51,93    |

#### 5000 m
| Platz | Athlet                | Land | Zeit (min) |
| ----- | --------------------- | ---- | ---------- |
| 1     | Sindre Buraas         | NOR  | 14:22,69   |
| 2     | Ross Millington       | GBR  | 14:22,78   |
| 3     | Jesper van der Wielen | NED  | 14:23,31   |
| 4     | Erik Johansson        | SWE  | 14:24,44   |
| 5     | Roberto Alaiz         | ESP  | 14:24,62   |
| 6     | Indelau Tekele        | ISR  | 14:24,75   |
| 7     | Richard Ringer        | GER  | 14:24,86   |
| 8     | Sjarhej Platonau      | BLR  | 14:26,18   |

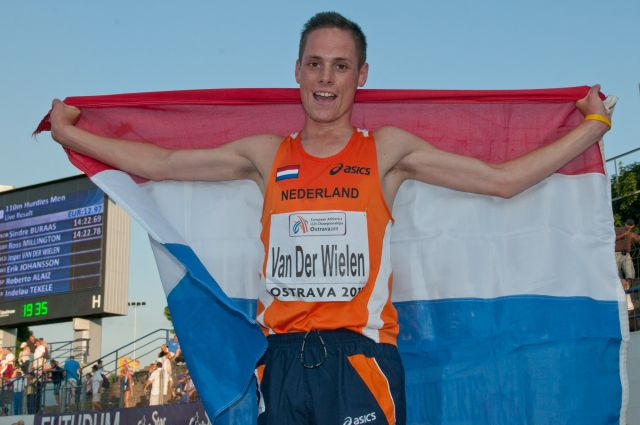
Jesper van der Wielen feierte den Gewinn der Bronzemedaille.

Weitere Teilnehmer aus deutschsprachigen Ländern:

Platz 14: Alexander Hahn (GER), 14:30,09 min

#### 10.000 m
| Platz | Athlet                 | Land | Zeit (min)  |
| ----- | ---------------------- | ---- | ----------- |
| 1     | Sondre Nordstad Moen   | NOR  | 28:41,66 PB |
| 2     | Ahmed El Mazouri       | ITA  | 28:46,97 PB |
| 3     | Musa Roba-Kinkal       | GER  | 28:57,91 SB |
| 4     | Roman Posdjajkin       | RUS  | 29:07,23 PB |
| 5     | Wjatscheslaw Schalamow | RUS  | 29:15,84 PB |
| 6     | Koen Naert             | BEL  | 29:18,73    |
| 7     | Stijn Garain           | BEL  | 29:25,47 PB |
| 8     | Mats Lunders           | BEL  | 29:26,49 PB |

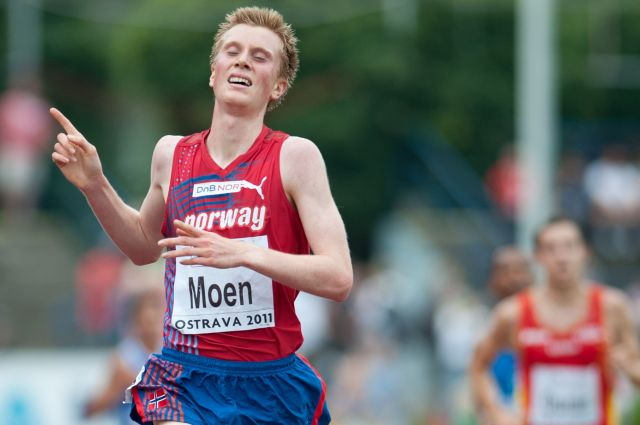
Sondre Nordstad Moen holte die erste Medaille für Norwegen.

Weitere Teilnehmer aus deutschsprachigen Ländern:

Platz 11: Christoph Ryffel (SUI), 29:35,32 min (PB)

Platz 17: Robert Krebs (GER), 30:36,27 min

#### 3000 m Hindernis
| Platz | Athlet              | Land | Zeit (min) |
| ----- | ------------------- | ---- | ---------- |
| 1     | Sebastián Martos    | ESP  | 8:35,35    |
| 2     | Abdelaziz Merzougui | ESP  | 8:36,21    |
| 3     | Alexandru Ghinea    | ROU  | 8:38,51    |
| 4     | Antonio Abadía      | ESP  | 8:41,82    |
| 5     | Patrick Nasti       | ITA  | 8:42,37 PB |
| 6     | Tanguy Pepiot       | FRA  | 8:43,48    |
| 7     | Krystian Zalewski   | POL  | 8:45,33    |
| 8     | Tom Erling Kårbø    | NOR  | 8:46,96 PB |

Teilnehmer aus deutschsprachigen Ländern:
Platz 11: Benedikt Karus (GER), 8:56,80 min

#### 110 m Hürden
| Platz | Athlet             | Land | Zeit (s)  |
| ----- | ------------------ | ---- | --------- |
| 1     | Sergei Schubenkow  | RUS  | 13,56     |
| 2     | Balász Baji        | HUN  | 13,58 NUR |
| 3     | Lawrence Clarke    | GBR  | 13,62     |
| 4     | Thomas Delmestre   | FRA  | 13,62 PB  |
| 5     | Alexei Dryomin     | RUS  | 13,74     |
| 6     | Martin Mazáč       | CZE  | 13,81     |
| 7     | Vladimir Vukicevic | NOR  | 13,90     |
| 8     | Julian Marquart    | GER  | 13,91     |

#### 400 m Hürden
| Platz | Athlet            | Land | Zeit (s) |
| ----- | ----------------- | ---- | -------- |
| 1     | Jack Green        | GBR  | 49,13    |
| 2     | Nathan Woodward   | GBR  | 49,28    |
| 3     | Emir Bekrić       | SRB  | 49,61 NR |
| 4     | Nikita Andrijanow | RUS  | 49,62 PB |
| 5     | Hugo Grillas      | FRA  | 49,76 PB |
| 6     | David Gollnow     | GER  | 49,97 PB |
| 7     | Tibor Koroknai    | HUN  | 50,28 PB |
| 8     | Niall Flannery    | GBR  | 50,32    |

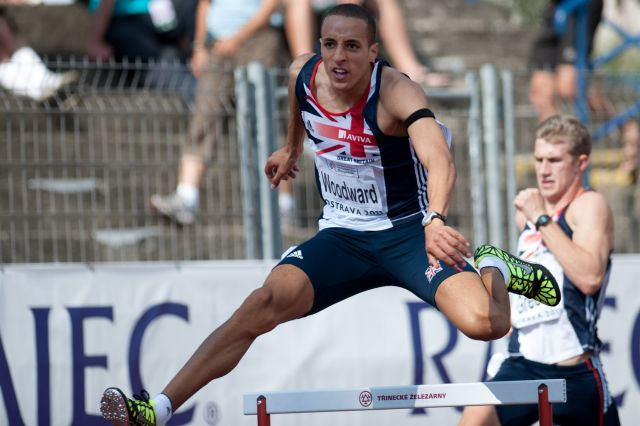
Nathan Woodward wurde Zweiter hinter seinem Landsmann Jack Green.

Weitere Teilnehmer aus deutschsprachigen Ländern:

Im Halbfinale ausgeschieden: Tobias Giehl (GER), 50,56 s; Jonathan Puemi (SUI), 51,70 s; Karim Manaoui (SUI), 51,97 s; Kariem Hussein (SUI), 52,55 s; Christian Heimann (GER), 52,69 s

Im Vorlauf ausgeschieden: Florian Mayrhofer (AUT), 52,21 s (PB)

#### 20 km Gehen
| Platz | Athlet               | Land | Zeit (h)   |
| ----- | -------------------- | ---- | ---------- |
| 1     | Dawid Tomala         | POL  | 1:24:21    |
| 2     | Denis Strelkow       | RUS  | 1:24:25    |
| 3     | Waleri Filiptschuk   | RUS  | 1:24:30    |
| 4     | Máté Helebrandt      | HUN  | 1:25:14 SB |
| 5     | Federico Tontodonati | ITA  | 1:26:07    |
| 6     | Aku Partanen         | FIN  | 1:26:37 SB |
| 7     | Riccardo Macchia     | ITA  | 1:28:31    |
| 8     | Andrea Adragna       | ITA  | 1:29:13    |

Weitere Teilnehmer aus deutschsprachigen Ländern:

Disqualifiziert: Carl Dohmann (GER)

#### 4 × 100-m-Staffel
| Platz | Land                   | Athleten                                                                                         | Zeit (s)  |
| ----- | ---------------------- | ------------------------------------------------------------------------------------------------ | --------- |
| 1     | Italien                | Michael Tumi Francesco Basciani Davide Manenti Delmas Obou                                       | 39,05 NUR |
| 2     | Vereinigtes Königreich | Andrew Robertson Kieran Showler-Davis Richard Kilty Daniel Talbot                                | 39,10     |
| 3     | Deutschland            | Florian Hübner Maximilian Kessler Robin Erewa Felix Göltl                                        | 39,19     |
| 4     | Polen                  | Mateusz Biegajło Artur Zaczek Cezary Bagiński Grzegorz Zimniewicz                                | 39,40     |
| 5     | Tschechien             | Václav Zich Lukáš Šťastný Pavel Maslák Tomáš Kavka                                               | 39,41     |
| 6     | Niederlande            | Wouter Brus Dennis Spillekom Erik Stevens Joeri Jaegers                                          | 39,60 NUR |
|       | Griechenland           | Konstadinos Koutsouklakis Mihail Dardaneliotis Efstratios Fraggoulis Lykourgos-Stefanos Tsakonas | DNF       |
|       | Frankreich             | Benbezi Zeze Benjamin Georg Dylan Rigot Ben Bassaw                                               | DSQ       |

#### 4 × 400-m-Staffel
| Platz | Land                   | Athleten                                                            | Zeit (min) |
| ----- | ---------------------- | ------------------------------------------------------------------- | ---------- |
| 1     | Vereinigtes Königreich | Nigel Levine Thomas Phillips Jamie Bowie Luke Lennon-Ford           | 3:03,53    |
| 2     | Polen                  | Michał Pietrzak Jakub Krzewina Łukasz Krawczuk Mateusz Fórmanski    | 3:03,62    |
| 3     | Russland               | Alexej Kenig Anton Wolobujew Artem Waschow Wladimir Krasnow         | 3:04,01    |
| 4     | Frankreich             | Angel Chelala Martial Minyem Mame-Ibra Anne Hugo Grillas            | 3:04,04    |
| 5     | Deutschland            | Niklas Zender Benjamin Jonas Benedikt Wiesend Marco Kaiser          | 3:04,93    |
| 6     | Spanien                | Javier Sanz Samuel García Marc Orozco Pablo Fernández               | 3:07,58    |
| 7     | Lettland               | Kārlis Daube Jānis Baltušs Martins Zacests Jānis Leitis             | 3:08,42 SB |
| 8     | Italien                | Andrea Gallina Giacomo Panizza Domenico Fontana Francesco Cappellin | 3:09,07    |

Weitere Teilnehmer aus deutschsprachigen Ländern:

Im Vorlauf ausgeschieden: Schweiz (Daniele Angelella, Jonathan Puemi, Silvan Lutz, Kariem Hussein), 3:15,11 min

#### Hochsprung

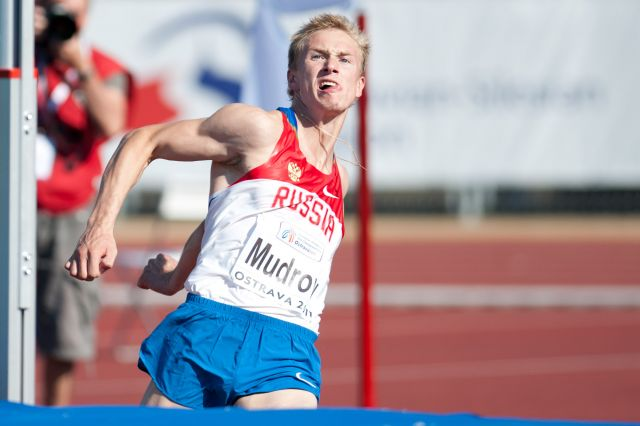
Wegen der höheren Anzahl von Fehlversuchen wurde Sergej Mudrow Zweiter hinter dem höhengleichen Bohdan Bondarenko.

| Platz | Athlet              | Land | Höhe (m) |
| ----- | ------------------- | ---- | -------- |
| 1     | Bohdan Bondarenko   | UKR  | 2,30 PB  |
| 2     | Sergei Mudrow       | RUS  | 2,30 PB  |
| 3     | Miguel Ángel Sancho | ESP  | 2,21 =SB |
| 4     | Szymon Kiecana      | POL  | 2,21 PB  |
| 5     | Marco Fassinotti    | ITA  | 2,21     |
| 6     | Jarosław Rutkowski  | POL  | 2,21     |
| 7     | Kourosh Foroughi    | IRL  | 2,18     |
| 8     | Matúš Bubeník       | SVK  | 2,18     |

#### Stabhochsprung
| Platz | Athlet                 | Land | Höhe (m) |
| ----- | ---------------------- | ---- | -------- |
| 1     | Paweł Wojciechowski    | POL  | 5,70 PB  |
| 2     | Karsten Dilla          | GER  | 5,60     |
| 3     | Dmitri Scheljabin      | RUS  | 5,55 PB  |
| 4     | Claudio Michel Stecchi | ITA  | 5,55 PB  |
| 5     | Anton Iwakin           | RUS  | 5,50 =PB |
| 6     | Raphael Holzdeppe      | GER  | 5,50     |
| 7     | Iwan Jerjomin          | UKR  | 5,30     |
| 8     | Rasmus Jørgensen       | DEN  | 5,30     |

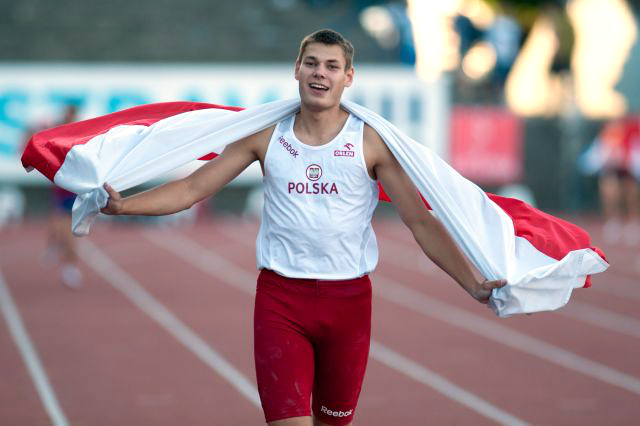
Paweł Wojciechowski sprang mit persönlicher Freiluft-Bestleistung zum Sieg.

Weitere Teilnehmer aus deutschsprachigen Ländern:

In der Qualifikation ausgeschieden: Marquis Richards (SUI), 4,95 m; Florian Gaul (GER), 4,80 m

#### Weitsprung
| Platz | Athlet             | Land | Weite (m) |
| ----- | ------------------ | ---- | --------- |
| 1     | Alexander Menkow   | RUS  | 8,08      |
| 2     | Marcos Chuva       | POR  | 7,94      |
| 3     | Guillaume Victorin | FRA  | 7,86 PB   |
| 4     | Darius Aučyna      | LTU  | 7,81      |
| 5     | Elvijs Misāns      | LAT  | 7,72      |
| 6     | Roni Ollikainen    | FIN  | 7,71      |
| 7     | Alyn Camara        | GER  | 7,71      |
| 8     | Eusebio Cáceres    | ESP  | 7,64      |

Weitere Teilnehmer aus deutschsprachigen Ländern:

In der Qualifikation ausgeschieden: Mario Kral (GER), 7,35 m; Julian Howard (GER), 7,13 m

#### Dreisprung
| Platz | Athlet                 | Land | Weite (m)    |
| ----- | ---------------------- | ---- | ------------ |
| 1     | Sheryf El-Sheryf       | UKR  | 17,72 CR NUR |
| 2     | Alexei Fjodorow        | RUS  | 16,85        |
| 3     | Juri Kowaljow          | RUS  | 16,82        |
| 4     | Daniele Greco          | ITA  | 16,55        |
| 5     | Alexandru George Baciu | ROU  | 16,44 PB     |
| 6     | Slatosar Atanasow      | BUL  | 16,39 PB     |
| 7     | Jewgeni Schukow        | RUS  | 16,31        |
| 8     | Darius Aučyna          | LTU  | 16,25        |

#### Kugelstoßen
| Platz | Athlet          | Land | Weite (m) |
| ----- | --------------- | ---- | --------- |
| 1     | David Storl     | GER  | 20,45 CR  |
| 2     | Dmytro Sawyzkyj | UKR  | 19,18 PB  |
| 3     | Marin Premeru   | CRO  | 18,83     |
| 4     | Martin Stašek   | CZE  | 18,43     |
| 5     | Ladislav Prášil | CZE  | 18,41 PB  |
| 6     | Patrick Cronie  | NED  | 18,38 PB  |
| 7     | Hendrik Müller  | GER  | 18,37     |
| 8     | Sjarhej Bachar  | BLR  | 18,29     |

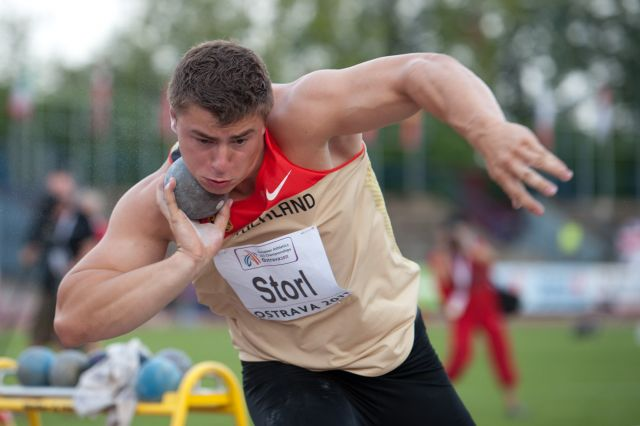
David Storl siegte mit neuem Meisterschaftsrekord.

Weitere Teilnehmer aus deutschsprachigen Ländern:

Platz 10: Max Bedewitz (GER), 17,80 m

In der Qualifikation ausgeschieden: Alexander Zinchenko (AUT), 17,01 m

#### Diskuswurf
| Platz | Athlet            | Land | Weite (m) |
| ----- | ----------------- | ---- | --------- |
| 1     | Lawrence Okoye    | GBR  | 60,70     |
| 2     | Mykyta Nesterenko | UKR  | 59,67     |
| 3     | Fredrik Amundgård | NOR  | 59,42 SB  |
| 4     | Marin Premeru     | CRO  | 58,93     |
| 5     | Christoph Harting | GER  | 58,65     |
| 6     | Daniel Jasinski   | GER  | 57,71     |
| 7     | Gordon Wolf       | GER  | 57,34     |
| 8     | Tomáš Voňavka     | CZE  | 56,43     |

#### Hammerwurf
| Platz | Athlet            | Land | Weite (m) |
| ----- | ----------------- | ---- | --------- |
| 1     | Paweł Fajdek      | POL  | 78,54 PB  |
| 2     | Javier Cienfuegos | ESP  | 73,03     |
| 3     | Aleh Dubizki      | BLR  | 72,52     |
| 4     | Markus Johansson  | SWE  | 72,27     |
| 5     | Wojciech Nowicki  | POL  | 72,20     |
| 6     | Sjarhej Kalamojez | BLR  | 71,84     |
| 7     | Andrij Martynjuk  | UKR  | 71,47     |
| 8     | Ákos Hudi         | HUN  | 70,75     |

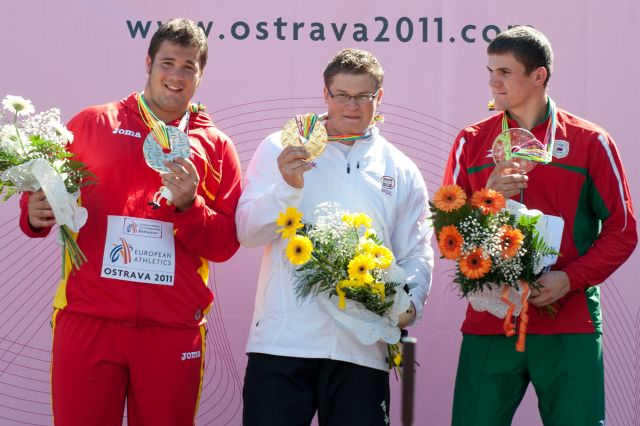
Das Siegertreppchen bei den Hammerwerfern: Javier Cienfuegos, Paweł Fajdek und Aleh Dubizki (v. l.)

Weitere Teilnehmer aus deutschsprachigen Ländern:

In der Qualifikation ausgeschieden: Johannes Bichler (GER), 66,00 m

#### Speerwurf
| Platz | Athlet            | Land | Weite (m) |
| ----- | ----------------- | ---- | --------- |
| 1     | Till Wöschler     | GER  | 84,38 PB  |
| 2     | Fatih Avan        | TUR  | 84,11     |
| 3     | Dmitri Tarabin    | RUS  | 83,18     |
| 4     | Kim Amb           | SWE  | 79,48 PB  |
| 5     | Łukasz Grzeszczuk | POL  | 79,02     |
| 6     | Sampo Lehtola     | FIN  | 78,50 PB  |
| 7     | Thomas Röhler     | GER  | 78,20 PB  |
| 8     | Tanel Laanmäe     | EST  | 73,20     |

#### Zehnkampf
| Platz | Athlet                  | Land | Punkte   |
| ----- | ----------------------- | ---- | -------- |
| 1     | Thomas Van der Plaetsen | BEL  | 8157 NUR |
| 2     | Eduard Michan           | BLR  | 8152 PB  |
| 3     | Mihail Dudaš            | SRB  | 8117 PB  |
| 4     | Adam Sebastian Helcelet | CZE  | 7966     |
| 5     | Ilja Schkurenjow        | RUS  | 7894 PB  |
| 6     | Kai Kazmirek            | GER  | 7800     |
| 7     | Dominik Distelberger    | AUT  | 7735     |
| 8     | Petter Olson            | SWE  | 7724 PB  |

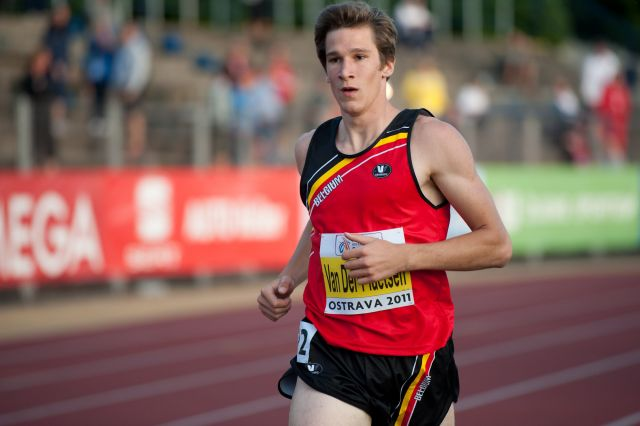
Thomas Van Der Plaetsen knackte erstmals die 8000-Punkte-Marke.

Weitere Teilnehmer aus deutschsprachigen Ländern:

Platz 10: Maximilian Gilde (GER), 7618 Punkte

Platz 19: Jan Felix Knobel (GER), 6774 Punkte

### Frauen

#### 100 m
| Platz | Athletin                 | Land | Zeit (s) |
| ----- | ------------------------ | ---- | -------- |
| 1     | Andreea Ogrăzeanu        | ROU  | 11,65    |
| 2     | Leena Günther            | GER  | 11,75    |
| 3     | Anna Kiełbasińska        | POL  | 11,77    |
| 4     | Émilie Gaydu             | FRA  | 11,79    |
| 5     | Wiktorija Kaschtschejewa | UKR  | 11,90    |
| 6     | Jekaterina Filatowa      | RUS  | 12,01    |
| 7     | Jessie Saint-Marc        | FRA  | 32,85    |
|       | Darja Pyschankowa        | UKR  | DSQ      |

Wind: −1,7 m/s
Die zweitplatzierte Darja Pischankowa aus der Ukraine wurde nach einem positiven Dopingtest nachträglich disqualifiziert.

#### 200 m
| Platz | Athletin          | Land | Zeit (s) |
| ----- | ----------------- | ---- | -------- |
| 1     | Anna Kiełbasińska | POL  | 23,23 PB |
| 2     | Moa Hjelmer       | SWE  | 23,24    |
| 3     | Marit Dopheide    | NED  | 23,32 PB |
| 4     | Kadene Vassell    | NED  | 23,61 PB |
| 5     | Anouk Hagen       | NED  | 23,62    |
| 6     | Andreea Ogrăzeanu | ROU  | 23,69    |
| 7     | Martyna Opoń      | POL  | 23,95    |
|       | Darja Pischankowa | UKR  | DSQ      |

Wind: −1,0 m/s
Die Siegerin Darja Pischankowa aus der Ukraine wurde nach einem positiven Dopingtest nachträglich disqualifiziert.

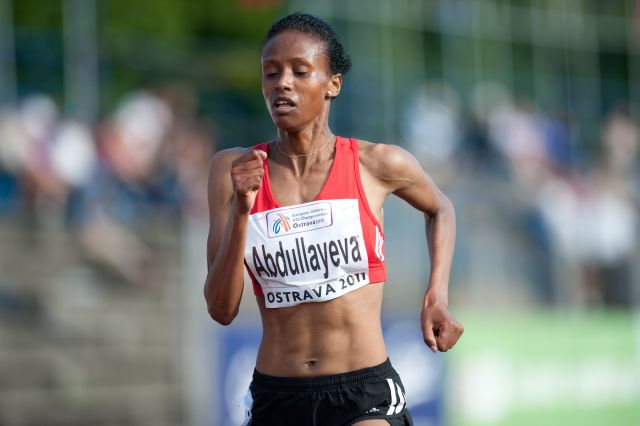
Layes Abdullayeva lief im Alleingang einem ungefährdeten Sieg entgegen. Zwei Tage später gewann sie in ähnlicher Manier auch den 5000-Meter-Lauf.

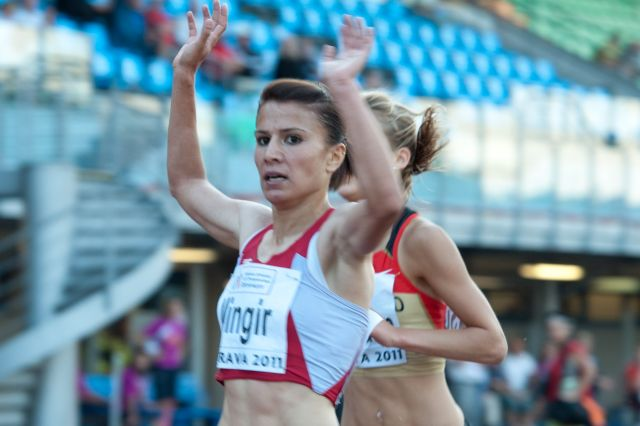
Gülcan Mıngır setzte sich knapp gegen Jana Sussmann durch.

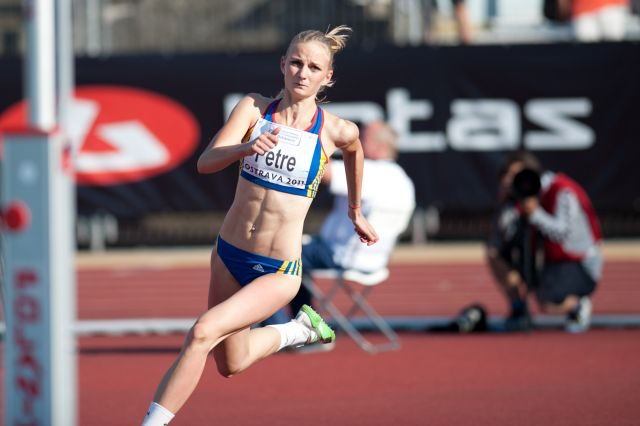
Esthera Petre stellte den Meisterschaftsrekord der Russin Swetlana Lapina ein.

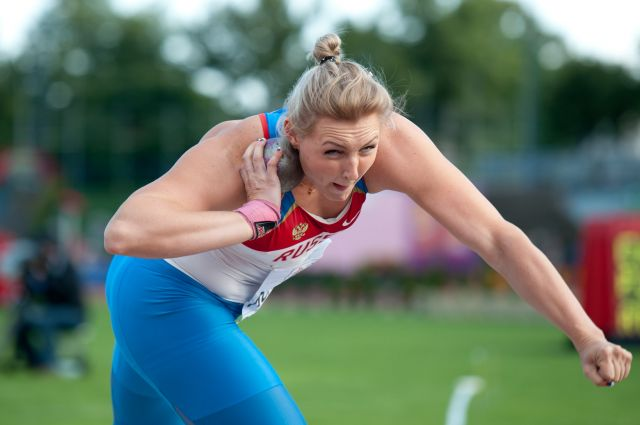
Jewgenija Kolodko siegte mit deutlichem Vorsprung.

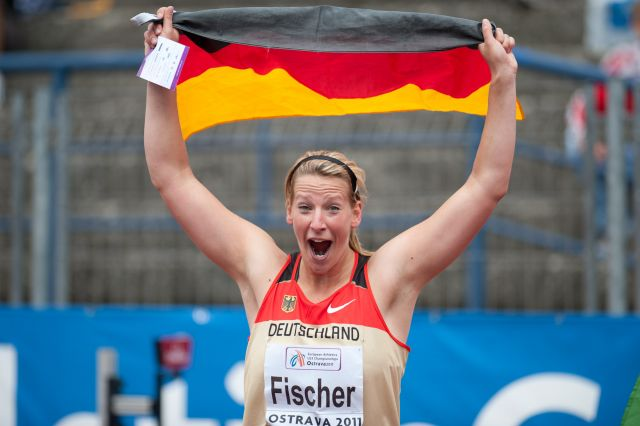
Julia Fischer sicherte sich mit einer persönlichen Bestleistung den Sieg.

Weitere Teilnehmerinnen aus deutschsprachigen Ländern:

Im Halbfinale ausgeschieden: Jacqueline Gasser (SUI), 23,81 s

#### 400 m
| Platz | Athletin         | Land | Zeit (s) |
| ----- | ---------------- | ---- | -------- |
| 1     | Olga Topilskaja  | RUS  | 51,45    |
| 2     | Julija Terechowa | RUS  | 52,63    |
| 3     | Lena Schmidt     | GER  | 52,66    |
| 4     | Meliz Redif      | TUR  | 53,08    |
| 5     | Alina Lohwynenko | UKR  | 53,43    |
| 6     | Marie Gayot      | FRA  | 53,86    |
| 7     | Line Kloster     | NOR  | 54,18    |
|       | Marit Dopheide   | NED  | DSQ      |

#### 800 m
| Platz | Athletin               | Land | Zeit (min) |
| ----- | ---------------------- | ---- | ---------- |
| 1     | Merve Aydın            | TUR  | 2:00,46 SB |
| 2     | Lynsey Sharp           | GBR  | 2:00,65 PB |
| 3     | Alexandra Bulanowa     | RUS  | 2:01,40    |
| 4     | Anne Kesselring        | GER  | 2:02,97    |
| 5     | Selina Büchel          | SUI  | 2:04,25 PB |
| 6     | Katarzyna Broniatowska | POL  | 2:04,62    |
| 7     | Mirela Lavric          | ROU  | 2:12,99    |
|       | Jelena Arschakowa      | RUS  | DSQ        |

Der ursprünglichen Siegerin, Jelena Arschakowa aus Russland, wurde die Goldmedaille nachträglich wegen Dopings aberkannt.

#### 1500 m
| Platz | Athletin               | Land | Zeit (min) |
| ----- | ---------------------- | ---- | ---------- |
| 1     | Tugba Karakaya         | TUR  | 4:20,80    |
| 2     | Corinna Harrer         | GER  | 4:21,52    |
| 3     | Katarzyna Broniatowska | POL  | 4:22,06    |
| 4     | Danuta Urbanik         | POL  | 4:22,37    |
| 5     | Diana Sujew            | GER  | 4:22,89    |
| 6     | Stacey Smith           | GBR  | 4:23,53    |
| 7     | Elina Sujew            | GER  | 4:23,88    |
| 8     | Lindsey De Grande      | BEL  | 4:25,24    |

Der ursprünglichen Siegerin, Jelena Arschakowa aus Russland, wurde die Goldmedaille nachträglich wegen Dopings aberkannt.
Weitere Teilnehmerinnen aus deutschsprachigen Ländern:

Im Vorlauf ausgeschieden: Jennifer Wenth (AUT), 4:21,55 min

#### 5000 m
| Platz | Athletin          | Land | Zeit (min)  |
| ----- | ----------------- | ---- | ----------- |
| 1     | Layes Abdullayeva | AZE  | 15:29,47 NR |
| 2     | Stevie Stockton   | GBR  | 15:58,51 PB |
| 3     | Clémence Calvin   | FRA  | 16:02,07    |
| 4     | Olha Skrypak      | UKR  | 16:05,65    |
| 5     | Bogdana Mimić     | SRB  | 16:08,94    |
| 6     | Emma Pallant      | GBR  | 16:12,57    |
| 7     | Hannah Walker     | GBR  | 16:13,06    |
| 8     | Jana Soethout     | GER  | 16:24,00 PB |

Der ursprünglich zweitplatzierten Russin Jekaterina Gorbunowa wurde die Silbermedaille nachträglich wegen Dopings aberkannt.
Weitere Teilnehmerinnen aus deutschsprachigen Ländern:

DNF: Maren Kock (GER)

#### 10.000 m
| Platz | Athletin           | Land | Zeit (min)     |
| ----- | ------------------ | ---- | -------------- |
| 1     | Layes Abdullayeva  | AZE  | 32:18,05 CR NR |
| 2     | Ljudmyla Kowalenko | UKR  | 33:35,36       |
| 3     | Caterina Ribeiro   | POR  | 34:10,39 PB    |
| 4     | Lisa Hahner        | GER  | 34:12,05 PB    |
| 5     | Ourania Rembouli   | GRE  | 34:15,15 NUR   |
| 6     | Matea Matošević    | CRO  | 34:28,94 NR    |
| 7     | Carla Salomé Rocha | POR  | 34:46,29       |
| 8     | Wolha Masuronak    | BLR  | 34:46,79 PB    |

Weitere Teilnehmerinnen aus deutschsprachigen Ländern:

Platz 9: Céline Hauert (SUI), 35:20,38 min (PB)

Platz 13: Tanja Eberhart (AUT), 36:15,09 min

Disqualifiziert: Christina Kröckert (GER)

#### 20 km Gehen
| Platz | Athletin            | Land | Zeit (h)   |
| ----- | ------------------- | ---- | ---------- |
| 1     | Julia Takács        | ESP  | 1:31:55    |
| 2     | Antonella Palmisano | ITA  | 1:36:26    |
| 3     | Eleonora Giorgi     | ITA  | 1:38:41    |
| 4     | Anita Kažemāka      | LAT  | 1:38:59    |
| 5     | Katarzyna Golba     | POL  | 1:39:36    |
| 6     | Emilie Menuet       | FRA  | 1:41:52    |
| 7     | Georgiana Enache    | ROU  | 1:43:56 PB |
| 8     | Magdalena Jasińska  | POL  | 1:44:18    |

Die beiden erstgereihten Russinnen Tatjana Minejewa und Nina Ochotnikowa wurden im Nachhinein wegen Dopings disqualifiziert.
Weitere Teilnehmerinnen aus deutschsprachigen Ländern:

Platz 9: Christin Elss (GER), 1:44:27 min

#### 100 m Hürden
| Platz | Athletin        | Land | Zeit (s) |
| ----- | --------------- | ---- | -------- |
| 1     | Alina Talaj     | BLR  | 12,91 SB |
| 2     | Lisa Urech      | SUI  | 13,00    |
| 3     | Cindy Roleder   | GER  | 13,10    |
| 4     | Aisseta Diawara | FRA  | 13,26    |
| 5     | Nina Argunowa   | RUS  | 13,26    |
| 6     | Olena Janowska  | UKR  | 13,49    |
| 7     | Yariatou Touré  | FRA  | 13,62    |
|       | Anne Zagré      | BEL  | DNF      |

Wind: −1,0 m/s

#### 400 m Hürden
| Platz | Athletin            | Land | Zeit (s)  |
| ----- | ------------------- | ---- | --------- |
| 1     | Hanna Jaroschtschuk | UKR  | 54,77 PB  |
| 2     | Hanna Titimez       | UKR  | 54,91     |
| 3     | Meghan Beesley      | GBR  | 55,69 PB  |
| 4     | Vera Barbosa        | POR  | 55,81 NR  |
| 5     | Jessie Barr         | IRL  | 56,62 NUR |
| 6     | Christiane Klopsch  | GER  | 57,05 SB  |
| 7     | Valentine Arrieta   | SUI  | 57,43     |
| 8     | Marzena Kościelniak | POL  | 57,99 SB  |

Weitere Teilnehmerinnen aus deutschsprachigen Ländern:

Im Vorlauf ausgeschieden: Anna Raukuc (GER), 58,66 s; Raffaela Dorfer (AUT) 1:00,15 min

#### 3000 m Hindernis
| Platz | Athletin          | Land | Zeit (min) |
| ----- | ----------------- | ---- | ---------- |
| 1     | Gülcan Mıngır     | TUR  | 9:47,83    |
| 2     | Jana Sussmann     | GER  | 9:48,01    |
| 3     | Marija Schatalowa | UKR  | 9:48,22 SB |
| 4     | Matylda Szlęzak   | POL  | 9:48,77 PB |
| 5     | Martina Tresch    | SUI  | 9:51,96 NR |
| 6     | Eilish McColgan   | GBR  | 9:52,02    |
| 7     | Giulia Martinelli | ITA  | 9:53,12    |
| 8     | Eva Krchová       | CZE  | 9:54,71 PB |

Weitere Teilnehmerinnen aus deutschsprachigen Ländern:

Im Vorlauf ausgeschieden: Fabienne Schlumpf (SUI), 10:31,10 min

#### 4 × 100-m-Staffel
| Platz | Land                   | Athletinnen                                                            | Zeit (s) |
| ----- | ---------------------- | ---------------------------------------------------------------------- | -------- |
| 1     | Russland               | Jekaterina Filatowa Aljona Tamkowa Jekaterina Kusina Nina Argunowa     | 44,14    |
| 2     | Frankreich             | Yariatou Toure Sarah Goujon Orlann Ombissa Cornnelly Calydon           | 44,26    |
| 3     | Vereinigtes Königreich | Annabelle Lewis Emily Diamond Torema Thompson Asha Philip              | 44,34    |
| 4     | Italien                | Martina Balboni Michaela D’Angelo Martina Amidei Ilenia Draisci        | 44,41 SB |
| 5     | Niederlande            | Nikki van Leeuwen Anouk Hagen Judith Bosker Kadene Vassell             | 44,61    |
| 6     | Polen                  | Ewa Zarębska Małgorzata Kołdej Martyna Opoń Anna Kiełbasińska          | 44,67    |
| 7     | Tschechien             | Petra Urbánková Jana Slaninová Jana Branišová Barbora Procházková      | 45,31    |
|       | Ukraine                | Olena Janowska Darja Pischankowa Wiktorija Pjatatschenko Uljana Lepska | DSQ      |

Weitere Teilnehmerinnen aus deutschsprachigen Ländern:

Im Vorlauf ausgeschieden: Schweiz (Joelle Curti, Jacqueline Gasser, Marisa Lavanchy, Aurélie Humair), DNF
Die ursprünglich siegreiche Staffel aus der Ukraine wurde nach positiven Dopingstests von Darja Pischankowa und Uljana Lepska nachträglich disqualifiziert.

#### 4 × 400-m-Staffel
| Platz | Land       | Athletinnen                                                                       | Zeit (min)  |
| ----- | ---------- | --------------------------------------------------------------------------------- | ----------- |
| 1     | Russland   | Jewgenija Subbotina Jekaterina Jefimowa Julija Terechowa Olga Topilskaja          | 3:27,72     |
| 2     | Ukraine    | Kateryna Pljaschetschuk Alina Lohwynenko Hanna Jaroschtschuk Julija Olischewska   | 3:30,13 NUR |
| 3     | Frankreich | Clemence Sorgnard Marie Gayot Elea Mariama Diarra Floria Gueï                     | 3:31,73     |
| 4     | Polen      | Kinga Sadłowska Iga Baumgart Marzena Kościelniak Joanna Linkiewicz                | 3:36,42     |
| 5     | Rumänien   | Paula Băduleț Mihaela Nunu Andreea Ionescu Mirela Lavric                          | 3:36,76     |
| 6     | Portugal   | Dorothé Évora Vera Barbosa Joceline Monteiro Cátia Nunes                          | 3:37,28 NUR |
| 7     | Norwegen   | Benedicte Hauge Tara Marie Norum Martine Eikemo Borge Julie Bertheussen Falkanger | 3:40,10     |

#### Hochsprung
| Platz | Athletin                   | Land | Höhe (m) |
| ----- | -------------------------- | ---- | -------- |
| 1     | Esthera Petre              | ROU  | 1,98 =CR |
| 2     | Oksana Okunjewa            | UKR  | 1,94 PB  |
| 3     | Burcu Ayhan                | TUR  | 1,94 NR  |
| 4     | Tonje Angelsen             | NOR  | 1,92 PB  |
| 5     | Magdalena Ogrodnik         | POL  | 1,92 PB  |
| 6     | Julija Kostrowa            | RUS  | 1,92 =PB |
| 7     | Ana Šimić                  | CRO  | 1,90     |
| 8     | Marie-Laurence Jungfleisch | GER  | 1,87     |

Weitere Teilnehmerinnen aus deutschsprachigen Ländern:

In der Qualifikation ausgeschieden: Lisa Egarter (AUT), 1,80 m

#### Stabhochsprung
| Platz | Athletin                | Land | Höhe (m) |
| ----- | ----------------------- | ---- | -------- |
| 1     | Holly Bleasdale         | GBR  | 4,55     |
| 2     | Ekaterini Stefanidi     | GRE  | 4,45 NUR |
| 3     | Annika Roloff           | GER  | 4,40 PB  |
| 4     | Anna Katharina Schmid   | SUI  | 4,30 SB  |
| 5     | Malin Dahlström         | SWE  | 4,25     |
| 6     | Anastassija Sawtschenko | RUS  | 4,20     |
| 7     | Denise Groot            | NED  | 4,20     |
| 8     | Leonie Schilder         | NED  | 4,20 =PB |

Weitere Teilnehmerinnen aus deutschsprachigen Ländern:

Platz 9: Victoria von Eynatten (GER), 4,00 m

Ohne gültigen Versuch im Finale: Katharina Bauer (GER)

#### Weitsprung
| Platz | Athletin                      | Land | Weite (m) |
| ----- | ----------------------------- | ---- | --------- |
| 1     | Darja Klischina               | RUS  | 7,05 CR   |
| 2     | Ivana Španović                | SRB  | 6,74      |
| 3     | Sosthene Moguenara            | GER  | 6,74 PB   |
| 4     | Anna Jagaciak                 | POL  | 6,62 SB   |
| 5     | Māra Grīva                    | LAT  | 6,59 PB   |
| 6     | Nastassja Mirontschyk-Iwanowa | BLR  | 6,54      |
| 7     | Laura Stratia                 | ITA  | 6,36 PB   |
| 8     | Jana Gubar                    | RUS  | 6,27      |

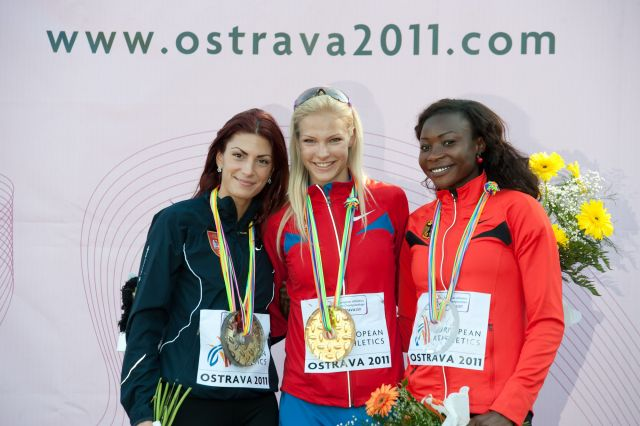
Die Medaillengewinnerinnen im Weitsprung: Ivana Španović, Darja Klischina und Sosthene Moguenara (v. l.)

Ivana Španović wurde vor Sosthene Moguenara gewertet, weil ihr zweitbester Versuch weiter ging.
Weitere Teilnehmerinnen aus deutschsprachigen Ländern:

In der Qualifikation ausgeschieden: Xenia Atschkinadze (GER), 6,00 m

#### Dreisprung
| Platz | Athletin               | Land | Weite (m) |
| ----- | ---------------------- | ---- | --------- |
| 1     | Paraskevi Papachristou | GRE  | 14,40     |
| 2     | Carmen Toma            | ROU  | 13,92     |
| 3     | Anna Jagaciak          | POL  | 13,86     |
| 4     | Jenny Elbe             | GER  | 13,73     |
| 5     | Hanna Minenko          | UKR  | 13,61     |
| 6     | Eleonora D'Elicio      | ITA  | 13,57 PB  |
| 7     | Maitane Azpeitia       | ESP  | 13,47 SB  |
| 8     | Swetlana Denjajewa     | RUS  | 13,86     |

Weitere Teilnehmerinnen aus deutschsprachigen Ländern:

Nicht zum Finale angetreten: Kristin Gierisch (GER)

#### Kugelstoßen
| Platz | Athletin             | Land | Weite (m) |
| ----- | -------------------- | ---- | --------- |
| 1     | Jewgenija Kolodko    | RUS  | 18,87     |
| 2     | Sophie Kleeberg      | GER  | 17,92 PB  |
| 3     | Melissa Boekelman    | NED  | 17,88     |
| 4     | Paulina Guba         | POL  | 17,17 PB  |
| 5     | Anita Márton         | HUN  | 17,09     |
| 6     | Halyna Obleschtschuk | UKR  | 16,87     |
| 7     | Olesja Swiridowa     | RUS  | 16,81     |
| 8     | Samira Burkhardt     | GER  | 16,38     |

Weitere Teilnehmerinnen aus deutschsprachigen Ländern:

Platz 12: Ana Zogovic (SUI), 13,29 m

#### Diskuswurf
| Platz | Athletin                  | Land | Weite (m) |
| ----- | ------------------------- | ---- | --------- |
| 1     | Julia Fischer             | GER  | 59,60 PB  |
| 2     | Nastassja Kaschtanawa     | BLR  | 56,25     |
| 3     | Anita Márton              | HUN  | 54,14     |
| 4     | Chrysoula Anagnostopoulou | GRE  | 53,43     |
| 5     | Irina Rodrigues           | POR  | 52,71     |
| 6     | Tamara Apostolico         | ITA  | 51,63     |
| 7     | Coralie Glatre            | FRA  | 50,88     |
| 8     | Anna-Katharina Weller     | GER  | 50,32     |

Weitere Teilnehmerinnen aus deutschsprachigen Ländern:

In der Qualifikation ausgeschieden: Elisabeth Graf (SUI), 47,71 m

#### Hammerwurf
| Platz | Athletin            | Land | Weite (m) |
| ----- | ------------------- | ---- | --------- |
| 1     | Bianca Perie        | ROU  | 71,59 CR  |
| 2     | Joanna Fiodorow     | POL  | 70,06 PB  |
| 3     | Sophie Hitchon      | GBR  | 69,59 NR  |
| 4     | Kateřina Šafránková | CZE  | 67,94     |
| 5     | Jessika Guehaseim   | FRA  | 67,09     |
| 6     | Alina Kastrowa      | BLR  | 65,09     |
| 7     | Tereza Králová      | CZE  | 65,05     |
| 8     | Jenny Ozorai        | HUN  | 63,48     |

Weitere Teilnehmerinnen aus deutschsprachigen Ländern:

Platz 9: Gabi Wolfarth (GER), 63,30 m

In der Qualifikation ausgeschieden: Elisabeth Graf (SUI), 47,71 m

#### Speerwurf
| Platz | Athletin         | Land | Weite (m) |
| ----- | ---------------- | ---- | --------- |
| 1     | Sarah Mayer      | GER  | 59,29 PB  |
| 2     | Wira Rebryk      | UKR  | 58,95     |
| 3     | Oona Sormunen    | FIN  | 58,54 PB  |
| 4     | Sanni Utriainen  | FIN  | 56,25     |
| 5     | Hanna Hazko      | UKR  | 58,58     |
| 6     | Anna Wessman     | SWE  | 55,50     |
| 7     | Tatjana Mirković | SRB  | 55,44     |
| 8     | Lisanne Schol    | NED  | 53,77     |

#### Siebenkampf
| Platz | Athletin              | Land | Punkte  |
| ----- | --------------------- | ---- | ------- |
| 1     | Grit Šadeiko          | EST  | 6134 PB |
| 2     | Kateřina Cachová      | CZE  | 6123 PB |
| 3     | Jana Maksimawa        | BLR  | 6075    |
| 4     | Anastassija Beljakowa | RUS  | 6010    |
| 5     | Carolin Schäfer       | GER  | 5941 PB |
| 6     | Alina Fjodorowa       | UKR  | 5896    |
| 7     | Kristina Sawizkaja    | RUS  | 5834    |
| 8     | Judith Nagy           | ROU  | 5772 PB |

Weitere Teilnehmerinnen aus deutschsprachigen Ländern:

Platz 14: Elisabeth Graf (SUI), 5279 Punkte (PB)

Platz 15: Michelle Zeltner (SUI), 5238 Punkte (PB)

Platz 16: Léa Sprunger (SUI), 4808 Punkte

## Abkürzungen
| - WR = Weltrekord - WJR = Juniorenweltrekord - OR = olympischer Rekord - YOR = olympischer Jugendrekord - AR = Kontinentalrekord - AJR = Juniorenkontinentalrekord - NR = nationaler Rekord - NJR = nationaler Juniorenrekord - CR = Meisterschaftsrekord - MR = Veranstaltungsrekord | - WB = Weltbestleistung - WJB = Juniorenweltbestleistung - WYB = Jugendweltbestleistung - AB = Kontinentbestleistung - AJB = Juniorenkontinentalbestleistung - AYB = Jugendkontinentalbestleistung - NB = nationale Bestleistung - NJB = nationale Juniorenbestleistung - NYB = nationale Jugendbestleistung | - PB = persönliche Bestleistung - SB = persönliche Saisonbestleistung - QB = Qualifikationsbestleistung - WL = Weltjahresbestleistung - WJL = Juniorenweltjahresbestleistung - WYL = Jugendweltjahresbestleistung - DSQ = disqualifiziert (engl. Disqualified) - DNS = Wettkampf nicht angetreten (engl. Did Not Start) - DNF = Wettkampf nicht beendet (engl. Did Not Finish) |

## Medaillenspiegel
| Medaillenspiegel Endstand nach 44 Entscheidungen | Medaillenspiegel Endstand nach 44 Entscheidungen | Medaillenspiegel Endstand nach 44 Entscheidungen | Medaillenspiegel Endstand nach 44 Entscheidungen | Medaillenspiegel Endstand nach 44 Entscheidungen | Medaillenspiegel Endstand nach 44 Entscheidungen |
| Platz                                            | Land                                             | Gold                                             | Silber                                           | Bronze                                           | Gesamt                                           |
| ------------------------------------------------ | ------------------------------------------------ | ------------------------------------------------ | ------------------------------------------------ | ------------------------------------------------ | ------------------------------------------------ |
| 1                                                | Russland                                         | 9                                                | 5                                                | 6                                                | 20                                               |
| 2                                                | Vereinigtes Königreich                           | 6                                                | 6                                                | 8                                                | 20                                               |
| 3                                                | Deutschland                                      | 4                                                | 4                                                | 7                                                | 15                                               |
| 4                                                | Polen                                            | 4                                                | 3                                                | 3                                                | 10                                               |
| 5                                                | Ukraine                                          | 3                                                | 7                                                | 1                                                | 11                                               |
| 6                                                | Rumänien                                         | 3                                                | 1                                                | 1                                                | 5                                                |
| 6                                                | Türkei                                           | 3                                                | 1                                                | 1                                                | 5                                                |
| 8                                                | Griechenland                                     | 2                                                | 1                                                | 0                                                | 3                                                |
| 9                                                | Norwegen                                         | 2                                                | 0                                                | 1                                                | 3                                                |
| 10                                               | Aserbaidschan                                    | 2                                                | 0                                                | 0                                                | 2                                                |
| 11                                               | Spanien                                          | 1                                                | 3                                                | 3                                                | 7                                                |
| 12                                               | Belarus                                          | 1                                                | 2                                                | 2                                                | 5                                                |
| 13                                               | Italien                                          | 1                                                | 2                                                | 0                                                | 3                                                |
| 14                                               | Frankreich                                       | 1                                                | 1                                                | 2                                                | 4                                                |
| 15                                               | Belgien                                          | 1                                                | 0                                                | 0                                                | 1                                                |
| 15                                               | Estland                                          | 1                                                | 0                                                | 0                                                | 1                                                |
| 17                                               | Serbien                                          | 0                                                | 1                                                | 2                                                | 3                                                |
| 18                                               | Portugal                                         | 0                                                | 1                                                | 1                                                | 2                                                |
| 18                                               | Tschechien                                       | 0                                                | 1                                                | 1                                                | 2                                                |
| 18                                               | Ungarn                                           | 0                                                | 1                                                | 1                                                | 2                                                |
| 21                                               | Irland                                           | 0                                                | 1                                                | 0                                                | 1                                                |
| 21                                               | Schweden                                         | 0                                                | 1                                                | 0                                                | 1                                                |
| 21                                               | Schweiz                                          | 0                                                | 1                                                | 0                                                | 1                                                |
| 24                                               | Niederlande                                      | 0                                                | 0                                                | 3                                                | 3                                                |
| 25                                               | Finnland                                         | 0                                                | 0                                                | 1                                                | 1                                                |
| 25                                               | Kroatien                                         | 0                                                | 0                                                | 1                                                | 1                                                |
| Gesamt                                           | Gesamt                                           | 44                                               | 44                                               | 44                                               | 132                                              |